# Pilosocereus purpusii
Pilosocereus purpusii ist eine Pflanzenart in der Gattung Pilosocereus aus der Familie der Kakteengewächse (Cactaceae). Ein Trivialname ist „Viejo“.

## Beschreibung
Pilosocereus purpusii wächst strauchig, verzweigt oder manchmal unverzweigt und erreicht Wuchshöhen von 2 bis 3 Metern. Die aufrechten, olivgrünen Triebe sind an ihrer Spitze manchmal bläulich und haben Durchmesser von 4 bis 5 Zentimetern. Es sind 7 bis 12 niedrige Rippen mit sichtbaren Querfurchen vorhanden. Die undurchsichtigen Dornen sind anfangs gelblich und vergrauen oder werden fast schwarz. Der meist einzelne Mitteldorn, manchmal sind bis zu vier vorhanden, ist 1,5 bis 2,5 Zentimeter lang. Die 8 bis 10 ausgebreiteten Randdornen sind bis zu 10 Millimeter lang. Der blühfähige Teil der Triebe ist deutlich ausgeprägt. Die blühfähigen Areolen befinden sich unmittelbar an der Triebspitze sowie kurz darunter. Sie sind mit zahlreichen seidigen Haaren besetzt.
Die weißen Blüten sind an der Außenseite hellrosa. Sie sind bis zu 7 Zentimeter lang. Die Früchte sind kugelförmig und erreichen Durchmesser von 2 bis 3 Zentimetern.

## Verbreitung, Systematik und Gefährdung
Pilosocereus purpusii ist im Westen Mexikos verbreitet.
Die Erstbeschreibung als Cephalocereus purpusii wurde 1920 von Nathaniel Lord Britton und Joseph Nelson Rose veröffentlicht. Ronald Stewart Byles und Gordon Douglas Rowley stellten die Art 1957 in die Gattung Pilosocereus. Ein weiteres nomenklatorisches Synonym ist Pilocereus purpusii (Britton & Rose) F.M.Knuth (1936).
In der Roten Liste gefährdeter Arten der IUCN wird die Art als „Least Concern (LC)“, d. h. als nicht gefährdet geführt.

## Nachweise